# Сцинава
Сцина́ва (пол. Ścinawa — Сьцінава, нім. Steinau an der Oder) — місто в південно-західній Польщі, на річках Одра та Зімниця (пол. Zimnica).
Належить до Любінського повіту Нижньосілезького воєводства.

## Демографія
Демографічна структура станом на 31 березня 2011 року:
|          | Загалом | Допрацездатний вік | Працездатний вік | Постпрацездатний вік |
| -------- | ------- | ------------------ | ---------------- | -------------------- |
| Чоловіки | 2937    | 567                | 2133             | 237                  |
| Жінки    | 2999    | 523                | 1869             | 607                  |
| Разом    | 5936    | 1090               | 4002             | 844                  |